# USS Nahoke (YTM-536)
USS Nahoke (YTB-536) później (YTM-536) – amerykański holownik typu Hisada służący w United States Navy w czasie II wojny światowej. Nazwa okrętu pochodziła od słowa w narzeczu Nawajo.
Stępkę jednostki położono w stoczni Consolidated Shipbuilding Corp., Morris Heights, New York. Został przydzielony do 15 Dystryktu Morskiego (ang. 15th Naval District). Operował w strefie kanału panamskiego do momentu przeniesienia do 5 Dystryktu Morskiego. Stacjonował w Norfolk od wiosny 1961. W lutym 1962 został przeklasyfikowany na YTM–536 i do lat 70. XX wieku pełnił służbę holowniczą w rejonie zatoki Chesapeake.